# Список главных тренеров сборной России по футболу
Ниже представлен список главных тренеров национальной сборной России по футболу, их статистика и достижения в сборной. Действующим тренером сборной с 26 июля 2021 года является Валерий Карпин.
Российский футбольный союз был сформирован 2 февраля 1992 года. Первый международный матч сборная России провела 16 августа 1992 года против Мексики под руководством Павла Садырина. За всю историю у сборной России было 14 главных тренеров, среди которых три иностранных специалиста. Также один раз командой руководил исполняющий обязанности главного тренера.
Самыми успешными тренерами являются нидерландец Гус Хиддинк, при котором сборная выиграла бронзовые медали чемпионата Европы 2008 года; и Станислав Черчесов, при котором сборная сыграла в 1/4 финала ЧМ-2018. Наибольшее количество матчей (60) Россия провела при тренере Олеге Романцеве, который возглавлял сборную дважды — в 1994—1996 и в 1998—2002 годах; он также занимает первое место по количеству побед — 36.

## Список тренеров
Условные обозначения:
- ЧМ — чемпионат мира
- ЧЕ — чемпионат Европы
- КК — Кубок конфедераций

  — исполняющие обязанности главного тренера
| №     | Тренер             | Фото | Начало работы   | Окончание работы | И  | В  | Н  | П  | % В   | Турниры                                                                     | Прим.         |
| ----- | ------------------ | ---- | --------------- | ---------------- | -- | -- | -- | -- | ----- | --------------------------------------------------------------------------- | ------------- |
| 1     | / Павел Садырин    |      | 16 июля 1992    | 28 июля 1994     | 23 | 12 | 6  | 5  | 52,1  | ЧМ-1994: 3-е место в группе                                                 | [ 2 ] [ 3 ]   |
| 2     | Олег Романцев      |      | 28 июля 1994    | 11 июля 1996     | 25 | 17 | 4  | 4  | 68,0  | ЧЕ-1996: 4-е место в группе                                                 | [ 4 ] [ 5 ]   |
| 3     | Борис Игнатьев     |      | 11 июля 1996    | 19 июня 1998     | 20 | 8  | 8  | 4  | 40,0  |                                                                             | [ 6 ] [ 7 ]   |
| 4     | Анатолий Бышовец   |      | 24 июля 1998    | 20 декабря 1998  | 6  | 0  | 0  | 6  | 0     |                                                                             | [ 8 ] [ 9 ]   |
| 5     | Олег Романцев      |      | 28 декабря 1998 | 8 июля 2002      | 35 | 19 | 10 | 6  | 54,2  | ЧМ-2002: 3-е место в группе                                                 | [ 4 ] [ 5 ]   |
| 6     | Валерий Газзаев    |      | 8 июля 2002     | 25 августа 2003  | 9  | 4  | 2  | 3  | 44,4  |                                                                             | [ 10 ] [ 11 ] |
| 7     | Георгий Ярцев      |      | 25 августа 2003 | 5 апреля 2005    | 19 | 8  | 6  | 5  | 42,1  | ЧЕ-2004: 4-е место в группе                                                 | [ 12 ] [ 13 ] |
| 8     | Юрий Сёмин         |      | 18 апреля 2005  | 31 декабря 2005  | 7  | 3  | 4  | 0  | 42,8  |                                                                             | [ 14 ] [ 15 ] |
| и. о. | Александр Бородюк  |      | 1 января 2006   | 9 июля 2006      | 2  | 0  | 1  | 1  | 0     |                                                                             | [ 16 ] [ 17 ] |
| 9     | Гус Хиддинк        |      | 9 июля 2006     | 30 июня 2010     | 39 | 22 | 7  | 10 | 56,4  | ЧЕ-2008: Полуфинал                                                          | [ 18 ] [ 19 ] |
| 10    | Дик Адвокат        |      | 15 июля 2010    | 16 июня 2012     | 23 | 12 | 7  | 4  | 52,2  | ЧЕ-2012: 3-е место в группе                                                 | [ 20 ] [ 21 ] |
| 11    | Фабио Капелло      |      | 26 июля 2012    | 14 июля 2015     | 33 | 17 | 11 | 5  | 51,5  | ЧМ-2014: 3-е место в группе                                                 | [ 22 ] [ 23 ] |
| 12    | Леонид Слуцкий     |      | 7 августа 2015  | 30 июня 2016     | 13 | 6  | 2  | 5  | 46,2  | ЧЕ-2016: 4-е место в группе                                                 | [ 24 ] [ 25 ] |
| 13    | Станислав Черчесов |      | 11 августа 2016 | 8 июля 2021      | 57 | 24 | 13 | 20 | 42,1  | КК-2017: 3-е место в группе ЧМ-2018: 1/4 финала ЧЕ-2020: 4-е место в группе | [ 26 ] [ 27 ] |
| 14    | Валерий Карпин     |      | 26 июля 2021    |                  | 24 | 17 | 6  | 1  | 70,83 |                                                                             |               |

## Статистика

### По турнирам
| М | количество сыгранных матчей | В | количество выигранных матчей | Н | количество ничьих | П | количество проигранных матчей |

| Тренер             | Всего матчей | Товарищеские матчи | Товарищеские матчи | Товарищеские матчи | Товарищеские матчи | Отбор на чемпионат Европы | Отбор на чемпионат Европы | Отбор на чемпионат Европы | Отбор на чемпионат Европы | Чемпионат Европы | Чемпионат Европы | Чемпионат Европы | Чемпионат Европы | Отбор на чемпионат мира | Отбор на чемпионат мира | Отбор на чемпионат мира | Отбор на чемпионат мира | Чемпионат мира | Чемпионат мира | Чемпионат мира | Чемпионат мира | Кубок конфедераций | Кубок конфедераций | Кубок конфедераций | Кубок конфедераций | Лига наций УЕФА | Лига наций УЕФА | Лига наций УЕФА | Лига наций УЕФА |
| Тренер             | Всего матчей | М                  | В                  | Н                  | П                  | М                         | В                         | Н                         | П                         | М                | В                | Н                | П                | М                       | В                       | Н                       | П                       | М              | В              | Н              | П              | М                  | В                  | Н                  | П                  | М               | В               | Н               | П               |
| ------------------ | ------------ | ------------------ | ------------------ | ------------------ | ------------------ | ------------------------- | ------------------------- | ------------------------- | ------------------------- | ---------------- | ---------------- | ---------------- | ---------------- | ----------------------- | ----------------------- | ----------------------- | ----------------------- | -------------- | -------------- | -------------- | -------------- | ------------------ | ------------------ | ------------------ | ------------------ | --------------- | --------------- | --------------- | --------------- |
| Павел Садырин      | 23           | 12                 | 6                  | 4                  | 2                  | —                         | —                         | —                         | —                         | —                | —                | —                | —                | 8                       | 5                       | 2                       | 1                       | 3              | 1              | 0              | 2              | —                  | —                  | —                  | —                  | —               | —               | —               | —               |
| Олег Романцев      | 25           | 12                 | 9                  | 1                  | 2                  | 10                        | 8                         | 2                         | 0                         | 3                | 0                | 1                | 2                | —                       | —                       | —                       | —                       | —              | —              | —              | —              | —                  | —                  | —                  | —                  | —               | —               | —               | —               |
| Борис Игнатьев     | 20           | 10                 | 3                  | 5                  | 2                  | —                         | —                         | —                         | —                         | —                | —                | —                | —                | 10                      | 5                       | 3                       | 2                       | —              | —              | —              | —              | —                  | —                  | —                  | —                  | —               | —               | —               | —               |
| Анатолий Бышовец   | 6            | 3                  | 0                  | 0                  | 3                  | 3                         | 0                         | 0                         | 3                         | —                | —                | —                | —                | —                       | —                       | —                       | —                       | —              | —              | —              | —              | —                  | —                  | —                  | —                  | —               | —               | —               | —               |
| Олег Романцев      | 35           | 12                 | 6                  | 7                  | 2                  | 10                        | 6                         | 1                         | 3                         | —                | —                | —                | —                | 10                      | 7                       | 2                       | 1                       | 3              | 1              | 0              | 2              | —                  | —                  | —                  | —                  | —               | —               | —               | —               |
| Валерий Газзаев    | 9            | 4                  | 2                  | 1                  | 1                  | 5                         | 2                         | 1                         | 2                         | —                | —                | —                | —                | —                       | —                       | —                       | —                       | —              | —              | —              | —              | —                  | —                  | —                  | —                  | —               | —               | —               | —               |
| Георгий Ярцев      | 19           | 5                  | 1                  | 2                  | 2                  | 5                         | 3                         | 2                         | 0                         | 3                | 1                | 0                | 2                | 6                       | 3                       | 2                       | 1                       | —              | —              | —              | —              | —                  | —                  | —                  | —                  | —               | —               | —               | —               |
| Юрий Сёмин         | 7            | 1                  | 0                  | 1                  | 0                  | —                         | —                         | —                         | —                         | —                | —                | —                | —                | 6                       | 3                       | 3                       | 0                       | —              | —              | —              | —              | —                  | —                  | —                  | —                  | —               | —               | —               | —               |
| Александр Бородюк  | 2            | 2                  | 0                  | 1                  | 1                  | —                         | —                         | —                         | —                         | —                | —                | —                | —                | —                       | —                       | —                       | —                       | —              | —              | —              | —              | —                  | —                  | —                  | —                  | —               | —               | —               | —               |
| Гус Хиддинк        | 39           | 10                 | 4                  | 3                  | 3                  | 12                        | 7                         | 3                         | 2                         | 5                | 3                | 0                | 2                | 12                      | 8                       | 1                       | 3                       | —              | —              | —              | —              | —                  | —                  | —                  | —                  | —               | —               | —               | —               |
| Дик Адвокат        | 23           | 10                 | 4                  | 4                  | 2                  | 10                        | 7                         | 2                         | 1                         | 3                | 1                | 1                | 1                | —                       | —                       | —                       | —                       | —              | —              | —              | —              | —                  | —                  | —                  | —                  | —               | —               | —               | —               |
| Фабио Капелло      | 33           | 14                 | 8                  | 6                  | 0                  | 6                         | 2                         | 2                         | 2                         | —                | —                | —                | —                | 10                      | 7                       | 1                       | 2                       | 3              | 0              | 2              | 1              | —                  | —                  | —                  | —                  | —               | —               | —               | —               |
| Леонид Слуцкий     | 13           | 6                  | 2                  | 1                  | 3                  | 4                         | 4                         | 0                         | 0                         | 3                | 0                | 1                | 2                | —                       | —                       | —                       | —                       | —              | —              | —              | —              | —                  | —                  | —                  | —                  | —               | —               | —               | —               |
| Станислав Черчесов | 57           | 23                 | 6                  | 8                  | 9                  | 10                        | 8                         | 0                         | 2                         | 3                | 1                | 0                | 2                | 3                       | 2                       | 0                       | 1                       | 5              | 2              | 2              | 1              | 3                  | 1                  | 0                  | 2                  | 10              | 4               | 3               | 3               |
| Валерий Карпин     | 24           | 17                 | 12                 | 5                  | 0                  | —                         | —                         | —                         | —                         | —                | —                | —                | —                | 7                       | 5                       | 1                       | 1                       | —              | —              | —              | —              | —                  | —                  | —                  | —                  | —               | —               | —               | —               |

### По продолжительности пребывания на посту главного тренера
Рекордсменом по продолжительности пребывания на посту главного тренера сборной России является Олег Романцев. Суммарно, если учитывать оба периода его работы, он занимал эту должность 2002 дня. Ниже приведена таблица с указанием продолжительностей работы только главных тренеров сборной, в порядке её уменьшения.
| №  | Тренер             | Количество дней | Период работы                                                                 |
| -- | ------------------ | --------------- | ----------------------------------------------------------------------------- |
| 1  | Олег Романцев      | 2002            | 28 июля 1994 года — 11 июля 1996 года 28 декабря 1998 года — 8 июля 2002 года |
| 2  | Станислав Черчесов | 1792            | 11 августа 2016 года — 8 июля 2021 года                                       |
| 3  | Валерий Карпин     | 1479            | 26 июля 2021 года — настоящее время                                           |
| 4  | Гус Хиддинк        | 1452            | 9 июля 2006 года — 30 июня 2010 года                                          |
| 5  | Фабио Капелло      | 1083            | 26 июля 2012 года — 14 июля 2015 года                                         |
| 6  | Павел Садырин      | 742             | 16 июля 1992 года — 28 июля 1994 года                                         |
| 7  | Борис Игнатьев     | 708             | 11 июля 1996 года — 19 июня 1998 года                                         |
| 8  | Дик Адвокат        | 702             | 15 июля 2010 года — 16 июня 2012 года                                         |
| 9  | Георгий Ярцев      | 589             | 25 августа 2003 года — 5 апреля 2005 года                                     |
| 10 | Валерий Газзаев    | 413             | 8 июля 2002 года — 25 августа 2003 года                                       |
| 11 | Леонид Слуцкий     | 328             | 7 августа 2015 года — 30 июня 2016 года                                       |
| 12 | Юрий Сёмин         | 257             | 18 апреля 2005 года — 31 декабря 2005 года                                    |
| 13 | Анатолий Бышовец   | 149             | 24 июля 1998 года — 20 декабря 1998 года                                      |

### Комментарии
1. ↑  Без учёта товарищеского матча Литва — Россия (0:0), который состоялся 29 мая 2012 года, но был лишён Архивная копия от 26 июня 2016 на Wayback Machine ФИФА статуса официального.

1. ↑  Без учёта товарищеского матча Катар — Россия (1:1), который состоялся 12 сентября 2023 года, но не получил статуса официального.